# Udalard II
Udalard II (? – 1077/80) fou vescomte de Barcelona (1041 - ~1077/80), fill del vescomte Bernat I i d'Ermengarda i net d'Udalard I de Barcelona. En morir el seu pare prematurament, Udalard, menor d'edat, restà fins a 1041 sota la tutela del seu oncle, Guislabert, que seria bisbe de Barcelona.
En dos períodes situats entre 1041-1044 i 1049-1058, el clan vescomtal es va oposar violentament al comte Ramon Berenguer I. En el primer període, Guislabert I dona suport al seu nebot Udalard II i encapçalen l'atac amb pedres al Palau Comtal de Barcelona des del palau bisbal. També varen trobar com a aliat el comte Ramon I de Cerdanya, enemic del comte de Barcelona. Aquest primer període acabà amb una sentència que l'any 1044 dictà l'abat Oliba. Segons aquesta sentència Guislabert i Udalard havien de lliurar els culpables de l'apedregament i pagar una finança de 10.000 sous.
Entre 1049-58 serà Mir Geribert, cosí de Guislabert I, al front dels Santmartí qui s'unirà als vescomtes en contra del comte Ramon Berenguer I.
El 1054 es casà amb Guisla de Lluçà, vídua del comte de Barcelona, Berenguer Ramon I. D'aquest segons matrimoni varen tenir cinc fills:
- Guislabert II, vescomte de Barcelona
- Bernat Udalard, casat amb Persèdia.[4]
- Berenguer
- Guillem
- Arnau

El succeí el seu fill Guislabert II de Barcelona.